# شین سو هیون
شین سو هیون (انگلیسی: Shin Su-hyun؛ زادهٔ ۲۷ فوریهٔ ۱۹۹۶) بازیگر و مدل اهل کره جنوبی است. از فیلم‌ها یا برنامه‌های تلویزیونی که وی در آن نقش داشته‌است می‌توان به وظیفه بعد از مدرسه اشاره کرد.